# Makbul Ibrahim Pascha

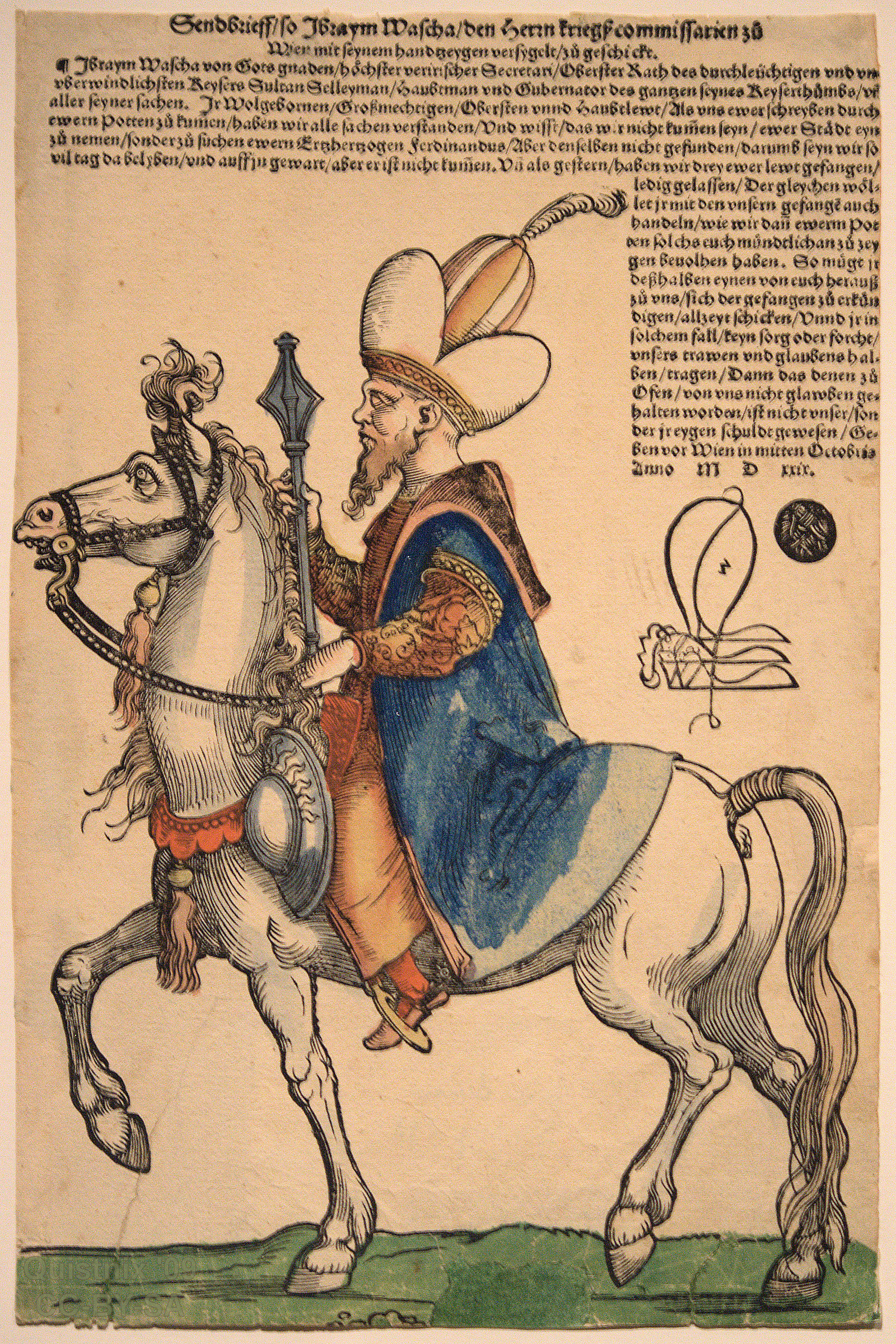
Bildnis des Großwesirs Ibrahim Pascha
(Sebald Beham, gedruckt von Hans Guldenmund, Wien um 1530)

Ibrahim Pascha (ابراهیم پاشا / İA İbrāhīm Paşa; * um 1493 bei Parga, Epirus; † 15. März 1536 in Istanbul), genannt مقبول / maḳbūl / ‚der Günstling‘ und später مقتول / maḳtūl / ‚der Hingerichtete‘, war zwischen 1523 und 1536 Großwesir des Osmanischen Reiches. Aufgrund der besonderen Nähe zu Süleyman dem Prächtigen, den er als seinen „Bruder“ bezeichnete, verfügte er im Vergleich zu anderen Würdenträgern über eine Sonderstellung mit außergewöhnlichen Vollmachten.

## Leben
Die Herkunft Ibrahim Paschas ist nicht mit Sicherheit zu ermitteln. Vermutlich wurde „der Europäer“ (فرنك / frenk) um 1493 in einem Dorf bei Parga an der Küste von Epirus geboren. Sein Vater, ein griechischer Fischer bzw. Schiffer, trat wohl später mit dem Namen Yūnūs zum Islam über. Unter welchen näheren Umständen und wann genau Ibrahim als Sklave an den Hof Şehzade Süleymans kam, ist ebenfalls nicht abschließend zu klären.
Nach seiner Thronbesteigung im Jahr 1520 erhob Süleyman seinen „Busenfreund“ Ibrahim mit dessen Ernennung zum Oberst-Falkonier (iç-şāhīnciler-aġası) sowie zum Vorsteher der großherrlichen Kammer (ḫāṣṣ-oṭa-başı) in den Rang eines Agha. Im Juni 1523 wurde Ibrahim Agha entgegen der üblichen Gepflogenheit zum Großwesir und zugleich zum Beğler-beğisi von Rumelien ernannt. Ob er mit Hatice Sultan, der Schwester Süleymans, verheiratet und damit ein Dāmād wurde, ist umstritten. Dafür spricht zwar die mehrere Wochen dauernde, mit größter Pracht ausgerichtete Hochzeit, doch sowohl zeitgenössische Quellen als auch die Mehrzahl späterer Chroniken geben keine Auskunft darüber, dass oder ob er ein Schwager des Sultans war.
Ibrahim Pascha galt als ehrgeizig, intelligent und vielseitig gebildet, sprach mehrere Sprachen und interessierte sich sehr für Kunst und Musik. Vor allem aber genoss er auch einen hervorragenden Ruf als Diplomat; insbesondere wusste er über die Beziehungen zwischen den europäischen Staaten bis ins kleinste Detail Bescheid. Krönung seines Lebenswerks war ein Bündnis des Osmanischen Reichs mit Frankreich gegen die Habsburger.
Ibrahim Pascha oblag 1529 die taktische Leitung der Belagerung von Wien. Sein Plan sah vor, das Kärntnertor zu unterminieren und sturmreif zu schießen, das ihm die schwächste Stelle in den Befestigungsanlagen der Stadt zu sein schien. Süleyman billigte dieses Vorhaben am 1. Oktober und die osmanische Artillerie eröffnete das Feuer. Nach dem verlustreichen Angriff am 14. Oktober empfand der Sultan den Misserfolg seiner Truppen nicht als Niederlage und machte dem Großwesir keinerlei Vorwürfe. In der Nacht auf den 15. Oktober begann wegen des beginnenden Winters der Abzug.
Am 15. März 1536 wurde Ibrahim Pascha im Topkapı-Palast erdrosselt.
Ibrahim Pascha bewohnte einen eigenen Palast am Hippodrom, in dessen Überresten sich heute das Museum für türkische und islamische Kunst befindet. Er war Gönner und Förderer des Hofdichters Hayâlî (1500–1557).

## Filmische Darstellung
Ibrahim Pascha wurde im Film und Fernsehen von den folgenden Schauspielern dargestellt:
- 1996–1997: Roxelane, ukrainische Fernsehserie, dargestellt von Rafael Kotandjian.
- 2010–2012: Das osmanische Imperium – Harem: Der Weg zur Macht, türkische Fernsehserie, dargestellt von Okan Yalabık.